# 예브게니 사도비

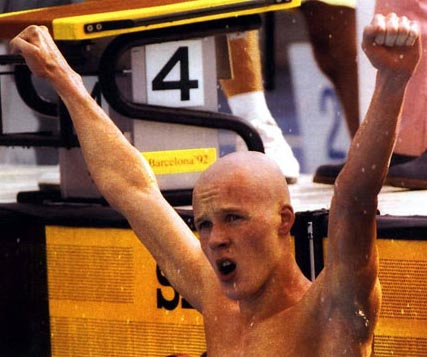
1992년 하계 올림픽에 출전한 예브게니 사도비

예브게니 빅토로비치 사도비(러시아어: Евге́ний Ви́кторович Садо́вый, 1973년 1월 19일 ~ )는 러시아의 은퇴한 수영 선수로 1992년 바르셀로나 하계 올림픽에서 3개의 금메달을 획득했다.

## 경력
볼고그라드주 볼지스키에서 태어난 사도비는 6세 때 수영을 시작했다. 그의 가족은 1981년에 볼고그라드로 이주했고, 2년후에 국제 대회를 위한 훈련을 시작했다.
1991년에 그리스의 아테네에서 열린 유럽 수영 선수권 대회 400m 자유형과 800m 자유형 계주에서 금메달을 획득했다.
이후 19세의 나이로 바르셀로나에서 열린 1992년 하계 올림픽에서 3개의 금메달을 획득했고 400m 자유형과 800m 자유형 계주에서 2개의 세계 기록을 세웠다.
1993년 영국의 셰필드에서 열린 유럽 선수권 대회 200m 자유형에서 2위를 했고, 자유형 계주에서 2개의 금메달을 획득하였다. 그는 볼고그라드에서 수영 코치로 일하기 위해 1996년 9월에 은퇴했다.
사도비는 1996년에 올림픽 학교를 졸업했고 나중에 볼고그라드 주립 스포츠 연구소를 졸업했다.

## 같이 보기
- 수영 자유형 400m 세계 기록 추이